# Max von der Groeben
Max von der Groeben (Köln, 1992. január 15. –) német színész és szinkronszínész.

## Filmográfia
- 2005: Piroska (Rotkäppchen)
- 2009: Danni Lowinski (filmsorozat) – Mutterkind epizód
- 2011: SOKO Köln (filmsorozat) – Klassentreffen epizód
- 2011: Inklusion – Gemeinsam anders
- 2012-töl: Die LottoKönige (filmsorozat)
- 2012: A rendőrség száma 110 (Polizeiruf 110, filmsorozat) – Eine andere Welt epizód
- 2013: Der Staatsanwalt (filmsorozat) – Bis aufs Blut epizód
- 2013: Fák jú, Tanár úr! (Fack ju Göhte)
- 2014: Bibi és Tina I. – A nagy verseny (Bibi & Tina)
- 2014: Doktorspiele
- 2014: Bibi és Tina II. – Elátkozva (Bibi és Tina: Voll verhext!)
- 2015: Fák jú, Tanár úr! 2. (Fack ju Göhte 2)
- 2015: Bibi és Tina III. – Lányok a fiúk ellen (Bibi és Tina – Mädchen gegen Jungs)
- 2016: Tetthely (Tatort, krimisorozat) – Mädchen gegen Jungs epizód
- 2016: Nachtschicht (filmsorozat) – Ladies First epizód
- 2017: Bibi és Tina IV. – Totális zűrzavar (Bibi és Tina: Tohuwabohu Total)
- 2017: Fák jú, Tanár úr! 3. (Fack ju Göhte 3)
- 2024: Fák jú, Chantal (Chantal im Märchenland)

## Díjai
- 2013: Goldene Kamera – Hörzu Nachwuchspreis[2][3]